# Parafia Najświętszej Maryi Panny Królowej Polski w Oblasach
Parafia Najświętszej Maryi Panny Królowej Polski w Oblasach – parafia rzymskokatolicka, znajdująca się w diecezji kieleckiej, w dekanacie koniecpolskim.